# Alfons Hitzler

Alfons Hitzler

Alfons Hitzler (* 3. November 1897 in Stein am Kocher; † 18. Mai 1945 in Rodau) war NSDAP-Kreisleiter und ab 1933 Abgeordneter im nationalsozialistischen Reichstag.

## Leben
Nach dem Besuch der Volksschule in Stein am Kocher erlernte er das Brauerhandwerk. Bis 1916 arbeitete er dann in verschiedenen Brauereien in Süddeutschland.
Ab 1916 nahm Hitzler am Ersten Weltkrieg teil, in dem an der Westfront eingesetzt wurde. Für seine Leistungen als Frontkämpfer wurde er mit dem Eisernen Kreuz und der Badischen Verdienstmedaille ausgezeichnet.
1919 gehörte Hitzler dem Freikorps Maercker an. 1920 trat er in die Reichswehr ein. Von 1921 bis 1925 arbeitete er in einem Industriebetrieb.
Zum 2. Juni 1925 trat Hitzler in die NSDAP ein (Mitgliedsnummer 6.816) und wurde zugleich Angestellter der Partei in Plauen. Im selben Jahr erfolgte seine Ernennung zum NSDAP-Kreisleiter in Plauen. In dieser Funktion war er für die Reorganisation der Partei verantwortlich.
Kurz nach dem Machtantritt der Nationalsozialisten war Hitzler in die Vorgänge um die Ermordung des Kaufmanns Julius Brandeis, eines Juden aus Plauen, verwickelt, der von SS-Mitgliedern entführt und erschossen worden war, indem er seine Position nutzte um die Aufklärung dieser Tat zu verhindern.
Im April 1933 erhielt Hitzler einen Sitz als Abgeordneter im Sächsischen Landtag, dem er bis zur Auflösung dieser Körperschaft im Oktober desselben Jahres angehörte. Im November 1933 erhielt er stattdessen ein Mandat für den bedeutungslos gewordenen Reichstag, dem er bis zum Ende des NS-Regimes im Frühjahr 1945 angehörte.
In der SA wurde Hitzler im Januar 1938 zum Standartenführer befördert.
Hitzler starb im Mai 1945 in einem Waldgebiet bei Rodau durch Suizid.